# Меморіал Українських січових стрільців (Тернопіль)
Меморіа́л Украї́нських січови́х стрільці́в або Діля́нка моги́л Украї́нських січови́х стрільці́в на кладови́щі — пам'ятка історії місцевого значення на Микулинецькому цвинтарі в місті Тернополі (Україна), охоронний номер № 1694.

## Опис
Меморіал розташований у секторі XIII у східній частині Микулинецького цвинтаря. Тут є могили вояків УСС і УГА, на яких — хрести.

## Історія

Меморіал УССам

У 1920-х виділено ділянку, де було насипано 8 могил УСС, встановлено дубові хрести й споруджено огорожу із зображенням тризубів (знищені під час Другої світової війни).
1976 року ці могили бульдозерами зрівняли із землею.
У 1989 на честь 70-річчя останніх поховань січових стрільців тернополяни впорядкували могили і встановили 9-метровий бетонний хрест. 30 липня того ж року до могил УСС НРУ і товариство «Меморіал» організували масовий похід громадськості, 30-тисячне віче й панахиду. 2000 року за сприяння міського голови Тернополя Богдана Левківа могили УСС реконструйовано, зокрема, впорядковано територію, встановлено 8 козацьких  хрестів, головний козацький хрест і гранітну плиту. Роботи з реконструкції (35 тис. грн.) профінансувала Тернопільська міська рада. Роботу виконали Збаразькі реставраційні майстерні.

## Події
Щорічно 1 листопада ло Меморіалу від Майдану Волі вирушає урочиста хода з нагоди чергової річниці утворення ЗУНР. На цвинтарі відправляють панахиди, відбуваються мітинги на вшанування січових стрільців.